# Janzé
Janzé é uma comuna francesa na região administrativa da Bretanha, no departamento Ille-et-Vilaine. Estende-se por uma área de 41,28 km². Em 2010 a comuna tinha 8 485 habitantes (densidade: 205,5 hab./km²).